# Põduste luha
Põduste luha este o arie protejată (arie specială de conservare — SAC, sit de importanță comunitară — SCI) din Estonia întinsă pe o suprafață de 30,9 ha, integral pe uscat.

## Localizare
Centrul sitului Põduste luha este situat la coordonatele 58°15′35″N 22°28′26″E / 58.2596°N 22.4739°E.

## Înființare
Situl Põduste luha a fost declarat sit de importanță comunitară în aprilie 2004 pentru a proteja 1 specie de animale. Situl a fost protejat și ca arie specială de conservare în iulie 2006.

## Biodiversitate
Situată în ecoregiunea boreală, aria protejată conține 1 habitat natural: Pajiști aluvionare boreale nordice.
La baza desemnării sitului se află o specie protejată de  pești: Lampetra fluviatilis.